# Echipa națională de rugby a Noii Zeelande
Echipa națională de rugby a Noii Zeelande numită și All Blacks reprezintă Noua Zeelandă, una dintre națiunile majore din rugby-ul internațional, în meciurile internaționale.
All Blacks participă anual împreună cu Echipa națională de rugby a Australiei și cu Echipa națională de rugby a Africii de Sud, la Turneul celor Trei Națiuni, principala competiție de rugby internațional din emisfera de sud. Din cele 11 ediții ale campionatului, All Blacks au câștigat 7 ediții, de două ori realizând Grand Slam-ul, câștigând toate meciurile disputate. Au participat la toate edițiile Cupei Mondiale de Rugby câștigând ediția inaugurală, cea din 2011 și cea din 2015. Astfel a devenit prima echipă care a cucerit Cupa Webb Ellis de două ori la rând. Echipa are un bilanț pozitiv de victorii asupra tuturor celorlalte echipa împotriva cărora a jucat. În total au câștigat 315 din cele 425 meciuri disputate, ceea ce reprezintă un procentaj de victorii de 74%.
Primul meci internațional a fost jucat în 1884 contra unei echipe din Cumberland County, New South Wales, Australia. Primul meci test internațional l-au jucat contra echipei Australiei în 1903. În 1905 au efectuat primul lor turneu în emisfera nordică, pierzând un singur meci, împotriva Țării Galilor.
De la început echipamentul tradițional era de culoare neagră, logo-ul fiind o frunză de ferigă argintie. În urma turneului din 1905 acesta a devenit echipamentul standard. Tradițional, echipa efectuează un dans războinic Māori la începutul fiecărui meci, dans numit Haka.
Noua Zeelandă are cei mai mulți foști jucători în International Rugby Hall of Fame. Dintre aceștia, recent, Jonah Lomu a fost unul dintre cele mai cunoscute personalități sportive. Acesta este în continuare cel mai mare marcator de eseuri la Campionatul mondial cu 15 reușite.